# Barry Christopher Knestout

Wappen von Barry Christopher Knestout als Bischof von Richmond

Wappen von Barry Christopher Knestout als Weihbischof

Barry Christopher Knestout (* 11. Juni 1962 in Cheverly, Maryland) ist ein US-amerikanischer Geistlicher und römisch-katholischer Bischof von Richmond.

## Leben
Barry Christopher Knestout empfing am 24. Juni 1989 durch den Erzbischof von Washington, James Aloysius Kardinal Hickey, das Sakrament der Priesterweihe. Nach Kaplansjahren war er von 1994 bis 2004 erzbischöflicher Sekretär von Kardinal Hickey und Theodore Edgar Kardinal McCarrick. Im Jahr 1999 ernannte ihn Papst Johannes Paul II. zum Päpstlichen Ehrenkaplan mit dem Titel Monsignore.
Knestout war einer der Vorsitzenden des Vorbereitungskomitees für den Besuch Papst Benedikt XVI. in Washington im April 2008. Für seine Verdienste um die Organisation des Besuchs verlieh ihm der Papst das Ehrenkreuz Pro Ecclesia et Pontifice.
Am 18. November 2008 ernannte ihn Papst Benedikt XVI. zum Titularbischof von Leavenworth und zum Weihbischof in Washington. Der Erzbischof von Washington, Donald Wuerl, spendete ihm am 29. Dezember desselben Jahres die Bischofsweihe; Mitkonsekratoren waren die Weihbischöfe in Washington, Francisco González Valer SF und Martin David Holley.
Papst Franziskus ernannte ihn am 5. Dezember 2017 zum Bischof von Richmond. Die Amtseinführung fand am 12. Januar des folgenden Jahres statt.
Knestout ist Mitglied der Kolumbusritter, des Malteserordens und des Ritterordens vom Heiligen Grab zu Jerusalem.